# Jeux mondiaux de 1997
Navigation
La Haye 1993 Akita 2001
Les Jeux mondiaux de 1997 constituent la cinquième édition des Jeux mondiaux, organisée à Lahti, en Finlande, du 7 au 17 août 1997.

## Épreuves
- Bowling aux Jeux mondiaux de 1997
- Squash aux Jeux mondiaux de 1997